# ジャンナビ麻雀オンライン
『ジャンナビ麻雀オンライン』（ジャンナビマージャンオンライン）はウインライトより運営されるオンライン麻雀ゲーム。
携帯アプリ『ジャンナビ四人麻雀オンライン』として2006年に配信が開始され、2011年にはスマートフォンに、2013年にはパソコンに本格対応した。
2018年2月8日にはNintendo Switch版の配信が開始された（パッケージ版は11月29日発売）。

## 特色
本作は、いつでもどこでも全国のユーザーと麻雀をしたいという気持に応えることを第一に開発されている。
そのため、当初は携帯電話からサービス開始され、パソコン、スマートフォンと提供する媒体を増やしていった事が特徴になっている。
また、麻雀に特化したコミュニティー機能が用意され、いろいろな麻雀ユーザーと交流を取れるところが特色としてあげられる。
月に定期的にイベントが開催されている事も特徴の一つである。

## 概要
麻雀ゲームとして携帯電話コンテンツではNo.1の会員数をもつ。Yahoo!ケータイ公式ダウンロードランキングでは、2008年上半期に1位を達成。
土田浩翔プロ、井出洋介プロ、初音舞プロを始めとした著名プロ雀士のブログなども楽しめ、2008年秋には麻雀プロ達と直接オンライン対戦できるサービスも開始される。
最高位戦日本プロ麻雀協会と連携する傾向が強く、新津潔代表を始め最高位戦所属のプロが多数オンライン対局に参加している。また2012年からはMONDO TVと連携し「モンド麻雀バトルGP 選抜決定戦」を開催している。
2014年6月17日からDMM.comでもパソコン版の提供を開始した。

## ゲームモード
東風段位戦
四人で東風戦を競いあうジャンナビのメインモード。
10級から50段まで存在し、対局の結果で段位が上昇していく。
級のうちは負けても下の級に下がることはないので安心して対局する事が可能になっている。
段以上になると、負ける事で下の段位に下がる事があるので、より振り込まない、負けない麻雀を打つ必要ができ、麻雀の上達を図ることができる。

三麻段位戦
関西方面ではよく行われている三人麻雀戦。
使う牌は、1マン、9マン、1ピン～9ピン、1ソウ～9ソウ、字牌を利用する。
また、北については「抜き」という動作をすることで、ドラにすることができるルールを採用しているため、高い手になりやすい事が特徴。

チャット対局
さまざまな麻雀ルールを設定する事ができる麻雀モード。
東風戦、半荘戦や、開始時の持ち点、ウマ、クイカエ、裏ドラ、赤ドラ、カンドラ、飛び、一発、焼き鳥、縛り、クイタン、ダブロン、流しマンガンなどなど、さまざまな細かい設定ができることが特徴になっている。
また、自由にチャットで会話することができるので、後述するユーザー主催イベントに活用されている。
パスワードも設定できるので、仲間内のみで対局する事ができる。

プロ対局
最高位戦プロ麻雀協会、日本プロ麻雀協会、RMU、101競技連盟、麻将連合の5団体、及びフリープロ雀士、麻雀マンガ家と実際に対局できるモード。
総勢70名を超えるプロ達と対戦する事ができる。

鳳凰天位戦
一発、裏ドラなしの実力が試される競技麻雀ルールを採用しているモード。
運の要素が極力排除されているため、麻雀の役を作る事に専念できる。

一局放浪記
1局のみの対局で、短時間で終わる事ができる一局戦と、日本地図を旅する機能が合体した新しい麻雀。
自分の稼いだ得点に合わせて、日本地図を移動することができる。
また、都市を通過する事で後述するアバターアイテムや、自分の名前につけることができる称号を得る事ができる。

対局再生機能
自分の打った対局をもう一度再現することができる機能。
過去の対局を振り返ることができる。
また、他の対局相手の手も見ることができる。

## 麻雀以外の機能
ユーザー主催イベント
ユーザーが自らイベントを開催できる機能。
日記やサークルなどで参加者を募り、各自のルールでイベントを展開している。

雀荘クーポン
全国の雀荘を検索する事が可能になっている雀荘検索に合わせ、お店毎に割引になるクーポンを提供している。

コミュニティー機能
マイページ、伝言板、日記、フレンド機能、ミニメール機能、掲示板、サークルといった、コミュニティー機能が提供されており、麻雀を使った交流がユーザー間で行われている。
また、マイキャラと呼ばれるアバター機能も提供され、自分の思い通りのキャラクターを作る事ができる。